# Ekvivalens jövedelem
Az ekvivalens jövedelem az egy főre jutó jövedelemhez hasonló, de annál pontosabban fejezi ki egy család vagy háztartás jövedelmi helyzetét. 

## Módszertana
A pontosítás lényege, hogy a családtagokat nem egyenlő súllyal veszi figyelembe: a családfő súlya 1, míg a többi felnőtt és a gyerek súlya ennél kisebb. A súlyok meghatározására többféle módszert használnak. 
Az OECD1-skála (Oxford scale) szerint az első felnőtt(családfő) 1, a további felnőttek 0,7 egységet, s a gyermekek 0,5 ekvivalenciaértéket képviselnek. Az OECD2-skála (OECD-modified scale) esetében ugyanezek az együtthatók rendre 1; 0,5; 0,3 értéket vesznek fel. Képletben kifejezve:
{\displaystyle E=1+a\times (N_{a}-1)+c\times N_{c}}
ahol a=0,7; c=0,5 az OECD1  és a=0,5; c=0,3 az OECD2-skála  alkalmazásánál; {\displaystyle N_{a}} a felnőttek, {\displaystyle N_{c}} a gyermekek száma a háztartásban.
Magyarországon az OECD2 skála a leggyakoribb,az első felnőtt 1 egységet, minden további felnőtt 0,5 egységet, a 14 év alattiak pedig 0,3 egységet képviselnek.  
A súlyok alkalmazása azon a logikán alapul, hogy a háztartás létszámának növekedésével nem arányosan nő a fogyasztás: ha például egy háromfős családba születik még egy gyerek, akkor a lakbér, a fűtés vagy a világítás költsége nem nő meg 25 százalékkal. A nemzetközi szervezetek által ajánlott súlyokat a háztartások összetételének és fogyasztásának alapos vizsgálata alapján dolgozták ki.
2008-tól az OECD kiadványaiban már úgynevezett négyzetgyökös skálát alkalmazza. Ennek lényege, hogy nem különbözteti meg a háztartás tagjait felnőttként vagy gyerekként, hanem egységesen a család fogyasztását osztja a családtagok számának négyzetgyökével.